# كوروس

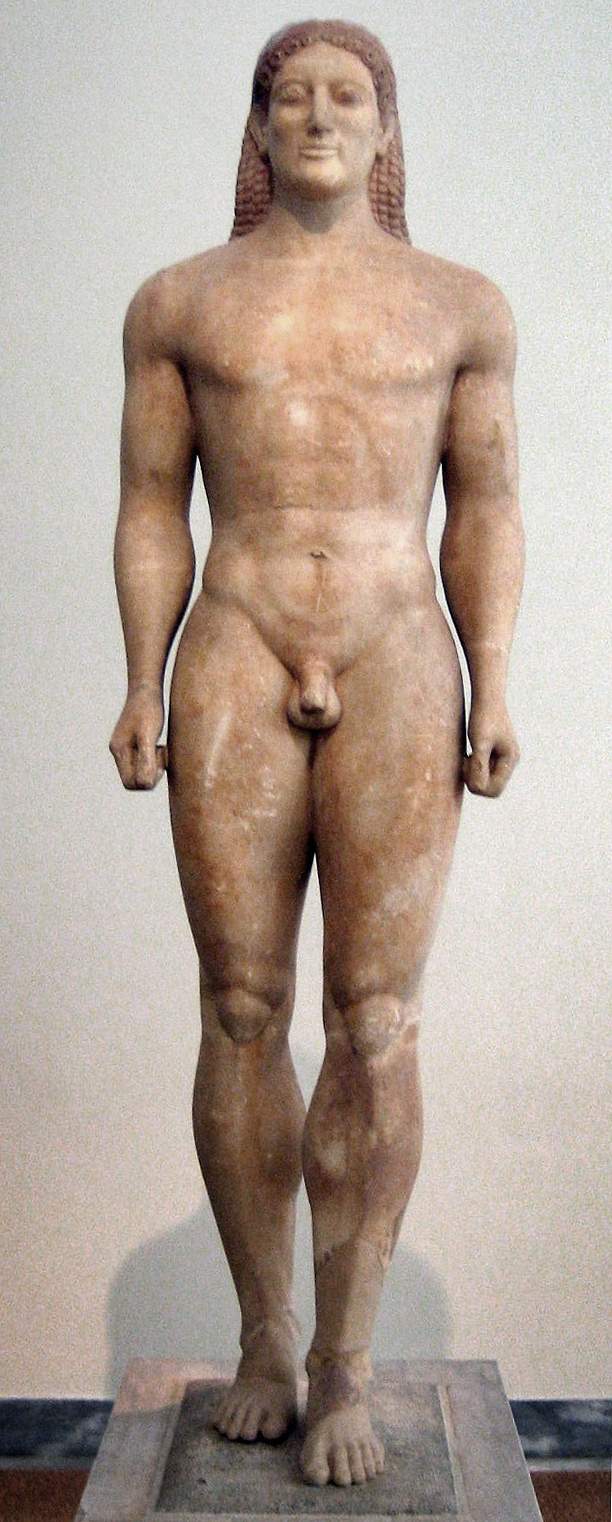
تمثال كوروس 530 قبل الميلاد

كوروس هو المصطلح الحديث الذي يطلق على المنحوتات اليونانية القديمة القائمة بذاتها والتي ظهرت لأول مرة في العصر القديم في اليونان وتمثل الشباب الذكور العراة كانت مستوحاة من المنحوتات المصرية القديمة. تعني كلمة كوروس اليونانية القديمة «الشباب، الصبي، وخاصة من ذوي الرتبة النبيلة». على الرغم من العثور على كوروس في العديد من الأراضي اليونانية القديمة، إلا أنها كانت بارزة بشكل خاص في أتيكا وبيوتيا. تم اقتراح مصطلح كوروس لأول مرة لما كان يعتقد سابقًا أنه تصوير لأبولو في عام 1895 فيما يتعلق بشباب كيراتيا، واعتمده هنري ليتشات كمصطلح عام لشخصية الرجل الدائمة في عام 1904. تم العثور على مثل هذه التماثيل في جميع أنحاء العالم الناطق باليونانية. تم العثور على غلبة هؤلاء في ملاذات أبولو مع أكثر من مائة من ملاذ أبولو بتويون، بيوتيا، وحدها. كانت هذه المنحوتات القائمة بذاتها من الرخام بشكل نموذجي، ولكن الشكل مصنوع أيضًا من الحجر الجيري والخشب والبرونز والعاج والطين. عادة ما تكون بالحجم الطبيعي، على الرغم من أن الأمثلة الضخمة المبكرة يصل ارتفاعها إلى 3 أمتار.

## التأثير المصري

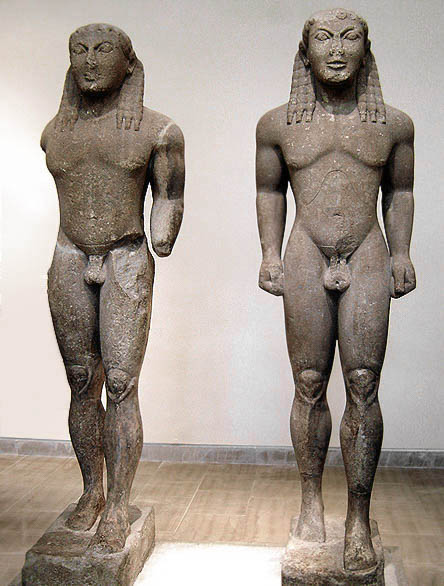
تمثالين كوروس

يبدو أن نوع كوروس قد خدم عدة وظائف. كان يُعتقد سابقًا أنه تم استخدامه فقط لتمثيل الإله أبولو، كما يتضح من تصويره على لوحة إناء بحضور المتوسلين. تم دعم هذا الارتباط مع أبولو من خلال وصف تمثال بيثيان أبولو في ساموس بواسطة ديودور الصقلي: بأنه «مصري في الأسلوب، وذراعيه معلقة من جانبيه ورجليه مفترقتين». ومع ذلك، ليس كل كوروس صورًا لإله؛ تم اكتشاف العديد منها في المقابر حيث من المرجح أنها كانت بمثابة شواهد قبور تذكارية للمتوفى، كما تم استخدام النوع كنصب تذكاري للفائزين في الألعاب (مثل الجوائز)، وتم استخدام كوروس كقرابين للآلهة، وقد تم العثور على بعض كوروس في ملاذات أخرى غير معبد أبولو.
لطالما تم التكهن بالتأثير المباشر بين المنحوتات المصرية ونوع كوروس، لأسباب ليس أقلها العلاقات التجارية والثقافية المعروفة بوجودها منذ منتصف القرن السابع قبل الميلاد.

## الأصل والتطور
ترتبط مشكلة تطور نوع كوروس بشكل حتمي بمشكلة التطور الشامل للنحت اليوناني القديم الضخم. هناك مدرستان فكريتان أساسيتان حول كيف أن هذه الأشكال الديدالية، أصبحت منحوتة قائمة بذاتها في حوالي القرن السادس؛ أي أنه كان استجابة للتطور الداخلي للأنواع اليونانية والاحتياجات الدينية أو نتاج تأثير أجنبي. لسبب خارجي للتغيير، تم الاستشهاد بمصادر التأثير المحتملة، مثل مصر والأناضول وسوريا، مع أقوى حجة لمصر. من المعروف أن الإغريق أقاموا علاقات تجارية طويلة الأمد مع مصر قبل تأسيس المدينة اليونانية نقراطس في منتصف القرن السابع، حيث كان بإمكان الإغريق تعلم أساليب النحت المصرية.
وفقًا لهيرودوت، دعا الملك المصري بسماتيك الأول الأول الأيونيين والقائمين بالرعاية إلى الاستقرار في مصر. كانوا أول الأجانب الذين سُمح لهم بالاستقرار في مصر. حوالي 650 ق ثم بدأت المنحوتات الرخامية الكبيرة تحل محل الأشكال الخشبية الصغيرة التي كانت مألوفة حتى ذلك الحين في المعابد. ظهرت كوروس أيضًا خلال هذه الفترة من النفوذ المصري وتم تبني العديد من الخصائص من النحت المصري وتم تطويرها لاحقًا في اليونان. كوروس اليونانية لها نفس الموقف، وهي أيضًا واقفة في وضع مستقيم وبدون أي تحريف في الجسد. الرأس منتصب ومربع، ذو وجه مسطح وخصر رقيق وأكتاف عريضة. ساق واحدة ممدودة مثل المصريين القدماء. القبضة مشدودة، غالبًا بقطعة صغيرة من الحجر في القبضة. كما ترتدي التماثيل المصرية نفس الشعر «الشبيه بالباروكة». تطبيق الهيكل العضلي كنمط زخرفي، مع إبراز الركبتين والساقين، مأخوذ مباشرة من التماثيل المصرية.
الاختلاف الآخر اللافت للنظر هو «الابتسامة القديمة» التي كانت شائعة في اليونان خاصة في النصف الثاني من القرن السادس قبل الميلاد. يبدو. يجب أن يعطي انطباعًا حيويًا عن شاب يتمتع بصحة جيدة، معبرًا عن الحالة المثالية لشخص شاب ومتناغم. لا تزال النمذجة تبدو مسطحة وغير طبيعية، ولكن يُنظر إليها على أنها تطور نحو المذهب الطبيعي. لأول مرة في تاريخ الفن الغربي، تم صنع تماثيل قائمة بذاتها، وعادة ما يتم دعم التماثيل المصرية على ظهرها بواسطة عمود حجري.
اتبع النحاتون اليونانيون الفرديون النماذج المصرية، لكنهم اختلفوا في التفاصيل. تشبه التماثيل المبكرة جدًا السلائف المصرية إلى حد كبير، بينما يسعى النحاتون اليونانيون بمرور الوقت إلى نمذجة أكثر تطوراً وتعبيرًا أكثر وضوحًا. تغيرت التماثيل المصرية قليلاً بمرور الوقت.

## السمات والمعنى

تمثال مصري من الأسرة السادسة والعشرون يشبه كوروس

كوروس بلا لحية، وتتخذ وضعية متقدّمة، وغالبًا ما تكون عارية. مأخوذًا من أسلوب الشخصيات المصرية، غالبًا ما تمتد ساق كورويساليسرى إلى الأمام كما لو كانت تمشي؛ ومع ذلك، يبدو التمثال وكأنه إما يقف ساكنًا أو يخطو خطوة طويلة. يتم ربط عدد صغير من كوروس في وقت مبكر حول خصورهم، وهي ممارسة انقرضت في مطلع القرن السادس. يُفترض تقليديًا أن مثل هذه الأحزمة هي رمز مختصر لزي أكثر تعقيدًا، ومع ذلك توجد أيضًا شخصيات معاصرة مغطاة بالكامل بالملابس، مما يشير إلى أنها لم تكن مجرد اختزال نحات للملابس ولكنها دلالة في حد ذاتها.
بالإضافة إلى وجوده في ملاذات أبولو في دلفي وديلوس وجبل بتويون، تم العثور على كوروس مكرسًا في ملاذات هيرا في ساموس وأثينا وبوسيدون في سونيون، وبالتالي فإن الادعاء بأنهم يصورون أبولو على الأقل إشكالية. ومع ذلك، فإن الغالبية من مواقع أبولو ومكرسة لهذا الإله، مما دفع برونيلد سيسموندو ريدجواي (1993) إلى اقتراح أن الشكل المبكر المرتبط بالتمثال من نوع كوروس قد تم تقديمه في أواخر القرن السابع كبديل للتمثيل الهائل لـ أبولو. 74 بمرور الوقت، انفصلت الوظائف النذرية والجنائزية للنحت بينما تم التخلص من سماته وأصبح شكله أكثر عمومية حتى أواخر القرن السادس، يمكن أن يخدم عددًا من الاستخدامات حسب السياق والموقع. هذه الحجة «المتعددة التكافؤ»، التي طرحها في البداية المؤرخ جان دوكات، وضعها مؤرخ الفن أندرو ستيوارت، الذي أكد أن توزيع كوروي يتزامن مع دول المدن حيث كانت الطبقة الأرستقراطية في صعود وأن هذا التناوب بين الإلهي وكان النصب التذكاري بمثابة تعريف للأرستقراطية الأرستقراطية مع الخالد.